# Райичова, Николь
Николь Райичова (англ. Nicole Rajic; словац. Nicole Rajičová; род. 13 августа 1995 года в Нью-Йорке, США) — словацкая, ранее американская, фигуристка, выступающая в одиночном катании. Она является четырёхкратной чемпионкой Словакии (2013, 2015—2017 годах).
По состоянию на 2 мая 2018 года фигуристка занимает 24-е место в рейтинге Международного союза конькобежцев (ИСУ).

## Карьера
Николь Райичова родилась в семье словацких эмигрантов из Словакии в США 13 августа 1995 года. Её родители тренеры по фигурному катанию, что ей практически не оставило выбора в хобби. Первоначально она приняла решение выступать на своей родине. Однако поняв, что пробиться в элиту здесь очень сложно поменяла спортивный флаг на родину своих родителей. Тем более здесь реально появлялась возможность выступить на зимних Олимпийских играх и прочих топ-турнирах.

### В Словакии
В декабре 2011 года она впервые на дебютировала в ранге одиночницы из Словакии на турнире в Хорватии Золотой конёк. В чемпионате Словакии 2012 года она финишировала с серебряной медалью. В следующий предолимпийский сезон Николь стартовала на юниорских этапах Гран-при и различных взрослых турнирах. Впервые в декабре стала чемпионкой Словакии и приняла участие на стыке зимы и весны 2013 года в юниорском чемпионате мира в Милане.
В олимпийский сезон осенью 2013 года Николь продолжила свои выступления в юниорских этапах Гран-при и различных взрослых турнирах. На национальном чемпионате она финишировала за чертой призёров, но по ряду причин федерация именно её отправила на европейский чемпионат в Будапешт и она там не затерялась. Словацкая федерация имела квоту на женское участие в зимних Олимпийских играх в Сочи. Райичова была отправлена в Россию, где сумела пройти в финальную часть у женщин. В этот же сезон она выступала в Японии на мировом чемпионате, однако там выступление ограничилось лишь короткой программой.
В после олимпийский сезон осенью 2014 года словацкая фигуристка продолжила свои выступления в юниорских этапах Гран-при. Она стартовала в Хорватии и Словении и оба раза финишировала рядом с подиумом. Шестой была на взрослом турнире в Граце. В декабре она вернула себе звание чемпионки Словакии в январе 2015 года выступала в Стокгольме на европейском чемпионате, где вошла в дюжину лучших континентальных фигуристок. В начале марта она выступала в Таллине на юниорском мировом чемпионате, где заняла место рядом с первой десяткой. Завершала она сезон в Шанхае на мировом чемпионате, где уверенно вышла в финальную часть чемпионата.
На следующий сезон Николь дебютировала в основных соревнованиях серии Гран-при. Выступала на первом этапе в Милуоки на Skate America, где финишировала в середине турнирной таблицы и улучшила все свои прежние спортивные достижения. Также она выступила и на третьем этапе в Пекине. В декабре она стала трёхкратной национальной чемпионкой. Далее в январе 2016 года последовал в Братиславе европейский чемпионат, где словацкая фигуристка провалила произвольную программу и в итоге финишировала замкнув дюжину. В Бостоне на мировом чемпионате она финишировала рядом с дюжиной, но при этом превзошла свои прежние достижения в сумме и короткой программе.
Новый предолимпийский сезон фигуристка начала в октябре 2016 года в столице Словакии на Мемориале Непелы, где финишировала на пятом месте. Далее последовали выступления на этапах Гран-при, вначале была Москва, где на Кубке Ростелекома она улучшила свои достижения в короткой программе и заняла седьмое место. На заключительном этапе в Саппоро её выступление оказалось не удачным, она финишировала последней. Однако в декабре она в очередной раз стала чемпионкой страны. В конце января словацкая одиночница выступала на европейском чемпионате в Остраве, где она замкнула шестёрку лучших одиночниц континента, при этом улучшила все свои прежние спортивные достижения. В конце марта на чемпионате мира в Хельсинки она заняла место во второй десятке. При этом сумела пройти квалификацию и завоевать путёвку для своей страны на Олимпиаду в Южную Корею.

### Второй олимпийский сезон
Новый олимпийский сезон словацкая фигуристка начала дома в Братиславе, где на турнире Мемориал Ондрея Непелы, она финишировала в десятке. Через полтора месяца стартовала в японском этапе серии Гран-при, где финишировала в десятке. В конце ноября на американском этапе в Лейк-Плэсиде она финишировала предпоследней. В середине января 2018 года словацкая спортсменка выступала в Москве на континентальном чемпионате, где замкнула шестёрку лучших фигуристок Старого Света и незначительно улучшила своё прежнее достижение в короткой программе. В конце февраля в Канныне на личном турнире Олимпийских игр словацкая фигуристка заняла место в середине второй десятке.

## Спортивные достижения

### За Словакию
| Соревнования/Сезон                  | 2011–2012 | 2012–2013 | 2013–2014 | 2014–2015 | 2015–2016 | 2016–2017 | 2017–2018 |
| ----------------------------------- | --------- | --------- | --------- | --------- | --------- | --------- | --------- |
| Олимпийские игры                    |           |           | 24        |           |           |           | 14        |
| Чемпионаты мира                     |           |           | 25        | 15        | 13        | 17        | 27        |
| Чемпионаты Европы                   |           |           | 17        | 11        | 12        | 6         | 6         |
| Этапы Гран-при: Кубок Китая         |           |           |           |           | 7         |           |           |
| Этапы Гран-при: NHK Trophy          |           |           |           |           |           | 11        | 10        |
| Этапы Гран-при: Кубок Ростелекома   |           |           |           |           |           | 7         |           |
| Этапы Гран-при: Skate America       |           |           |           |           | 7         |           | 9         |
| Золотой конёк Загреба               | 12        |           |           | 3         |           |           |           |
| Мемориал Непелы                     |           | 19        | 6         |           | 9         | 5         | 7         |
| Кубок Варшавы                       |           |           |           |           | 5         |           |           |
| Кубок Баварии                       |           | 3         |           |           |           |           |           |
| Турнир в Граце                      |           | 7         | 3         | 6         |           |           |           |
| Кубок Мерано                        |           | 2         |           |           |           |           |           |
| Трофей СР-В                         |           |           | 3         |           |           |           |           |
| Чемпионаты мира (юниоры)            |           | 30        |           | 11        |           |           |           |
| Этапы юниорского Гран-при: Хорватия |           |           |           | 4         |           |           |           |
| Этапы юниорского Гран-при: Польша   |           |           | 15        |           |           |           |           |
| Этапы юниорского Гран-при: Словакия |           |           | 8         |           |           |           |           |
| Этапы юниорского Гран-при: Словения |           | 15        |           | 4         |           |           |           |
| Этапы юниорского Гран-при: США      |           | 13        |           |           |           |           |           |
| Чемпионат Словакии                  | 2         | 1         | 4         | 1         | 1         | 1         |           |

### За США
| Соревнования/Сезон                                | 2010–2011 |
| ------------------------------------------------- | --------- |
| Первенство США по фигурному катанию среди юниоров | 12        |